# Diccionario de la Academia Francesa
El Diccionario de la Academia Francesa (Dictionnaire de l’Académie française) es un diccionario normativo de la lengua francesa cuya redacción (bajo la dirección de su secretario general perpetuo) y difusión constituyen una de las misiones de la Academia Francesa.

## Diccionario normativo
Al contrario que los diccionarios descriptivos, que pretenden describir el estado de la lengua como se habla en la actualidad, el Diccionario de la Academia Francesa busca preservar el estado del francés literario de la manera en que debería escribirse y hablarse.
Creada la Academia Francesa con el objetivo «de establecer reglas fijas de la lengua francesa, de hacer que sea la más perfecta de las modernas, y no solamente elegante, sino capaz de tratar todas las artes y todas las ciencias», su diccionario se convirtió rápidamente en un diccionario normativo – como el Littré. Casi inmediatamente, Tallemant des Réaux se quejó de que «[l]a Academia ya no constata el uso; lo hace» Las palabras cuya frecuencia de uso escrito no es suficiente no son consideradas.
La sexta edición del Diccionario reflejó la reforma de la ortografía francesa de 1835 que realizó el paso «du françois au français», o, en una traducción aproximada, del francés arcaico al francés moderno.

## Las reacciones públicas

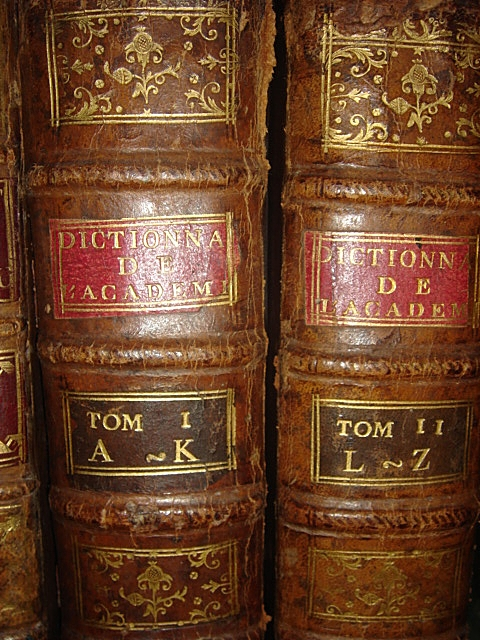
Cuarta edición de 1768 en dos volúmenes.

Cuando el cardenal de Richelieu obtuvo de Luis XIII las cartas patentes favorables a la incipiente empresa, el Parlamento de París se negó a registrarlas durante cerca de dos años: fueron necesarias las instancias del ministro y las lettres de cachet (cartas selladas con órdenes) del rey, así como los esfuerzos de Bois-Robert, de Conrart, de Serizay y de Chapelain para conseguir el visto bueno del informador y la adhesión del primer cuerpo del reino; pero aun así salió con esta restricción: «A cuenta de aquellos de dicha Academia que no conozcan otra cosa que el ornamento, el embellecimiento y la ampliación de la lengua francesa, y de los libros que fueren creados por ellos, y por otros que lo quisieren y desearen»
En el pueblo, este acontecimiento se vio objeto de desafío general, y casi de miedo. El pueblo llegó a creer que el cardenal, al fijar la lengua, estaría preparando un pretexto para imponer tasas a aquellos que no cumpliesen las normas. Este pensamiento preocupó a procuradores, bedeles, notarios y hasta a abogados; incluso los burgueses quedaron inquietos. Pellisson informa de que un mercader, a punto de comprar, en la Rue des Cinq-Diamants, una casa al lado de la de Chapelain, donde los académicos se reunían, se desdijo bruscamente de su intención de hacer la compra, alegando que no quería bajo ningún concepto alojarse en la misma calle sitiada por una «Cadémie (sic) de monopoleurs» (Cademia de monopolistas).
Hacia la misma época, el erudito Ménage, inquieto ante las consecuencias de la depuración del vocabulario francés dedicó a la Academia el poema burlesco de la «Requeste des Dictionnaires à Messieurs de l’Académie, pour la réformation de la langue françoise» (Petición de los diccionarios a Sus Señorías de la Academia para la reformulación de la lengua francesa).

## La lentitud en la redacción
La redacción del Diccionario de la Academia Francesa se caracteriza por su extrema lentitud. De esta manera, para cuando se publicó el Diccionario de Richelet, los académicos habían trabajado durante no menos de cuarenta años en su gran obra. Además, se encargaron de confeccionar el suyo durante más de cincuenta y cinco años cuando Antoine Furetière hizo imprimir, en 1690, su propio Diccionario universal en La Haya con Arnout y Reinier Leers.
El mismo título de esta obra, que contenía todas las palabras francesas, tanto antiguas como modernas, así como los términos empleados en todas las ciencias y artes, incluye una enumeración de cincuenta y ocho temas. Además, se podían encontrar etimologías, enunciados relacionados con diversos inventos, el origen de los proverbios y su relación con otros idiomas, moralejas, explicaciones de palabras con ciertas historias y la mención de los nombres de quienes habían tratado estos temas particulares. La Academia se vengó de la publicación por Furetière de esta obra condensada en tres volúmenes in quarto, modelo de concisión y simplicidad, que divulgó el gusto y las nociones de la ciencia al excluir a su autor de sus filas.
Colbert se quejó de la lentitud de los Inmortales, que, tras veintitrés años de trabajo, aún estaban por la letra T. Boisrobert se burló de esta lentitud:
| Depuis six mois dessus F on travaille ; Et le destin m’auroit fort obligé, S’il m’avait dit : Tu vivras jusqu’au G. | Desde hace seis meses trabajamos en la F; y el destino me habría prestado mucho si me hubiera dicho: tú vivirás hasta la G. |

El segundo volumen del Diccionario llevó otros 36 años, y, como durante el tiempo de Vaugelas la lengua se había asentado de nuevo, hubo que hacer una revisión general del primer tomo, lo que explica cómo Colbert asistió a una larga discusión sobre el sustantivo «ami» (amigo).

## El proceso de la redacción

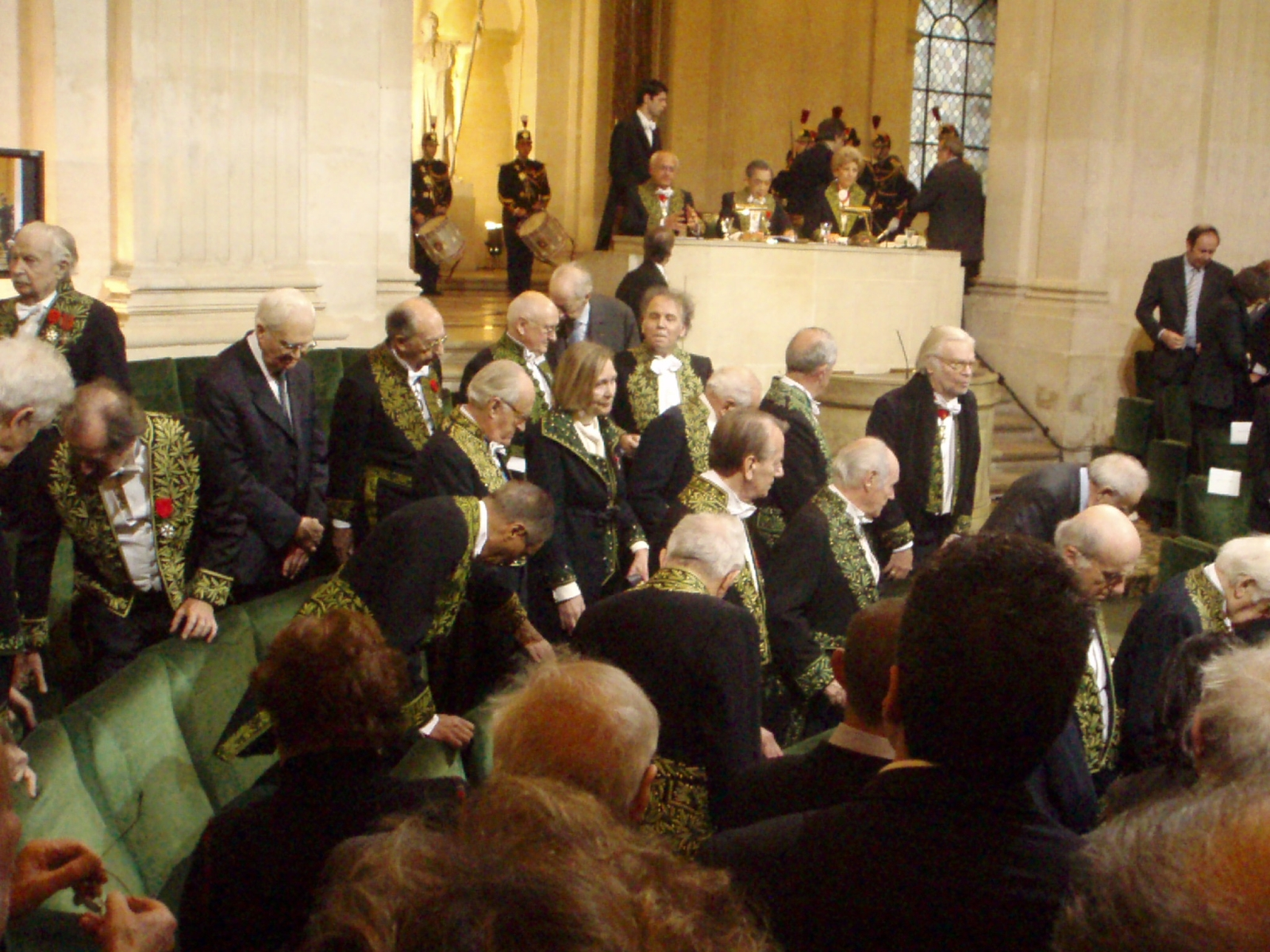
Los redactores del Diccionario de la Academia Francesa.

No contento de beneficiarse de las discusiones que tuvieron lugar en la Academia para clarificar su trabajo personal, Furetière desacreditó la obra común a la que él había contribuido al divulgar el secreto de las reuniones y de ciertas discusiones particularmente agudas que muestran bien la incertidumbre que reinaba todavía en aquella época acerca de los elementos de las ciencias. En la discusión de la definición de «océano», es decir, el gran mar que rodea toda la tierra, el abad Tallemant el Joven, sostuvo que en efecto es la tierra la que rodea el mar, fundándose «en que no hay mar alguno que no tenga su costa». Cuando se habló de los eclipses de luna, Tallemant se burlaba de quienes sostenían que eran producidos por la sombra de la Tierra, ya que, según decía, «para que la Tierra hiciera una sombra, habría que suponer que hay otra Tierra sobre la cual se proyecta dicha sombra». Cuando su opinión fue rebatida por los astrónomos, Tallemant los encontró muy impertinentes.
Quinault sostenía por su parte que no había más «contrats» (contratos) que los matrimoniales, que las «cataractes» (cataratas) del Nilo eran las «embouchures» (desembocaduras) y que «épaimer una galère» (embrear una galera) era «l'orner de palmes» (adornarla de palmas).
Las «artes liberales» se definieron como «aquellas que pueden ser practicadas por un hombre de condición libre, ingenuo y sin máquina. Aun así, las ciencias demostrativas como la geometría, la astronomía y la aritmética se encontraban incluidas en esas artes, mientras que no lo estaban otras como la poesía, la pintura y la escultura.
Furetière dijo:

J’ai vu l’Académie empochée sur le mot « faire ombre ». Pour lever cette difficulté, on envoya chercher une gazette qui contenoit une harangue des députés d’Alger, afin de voir comment ils avoient employé ce mot. Voilà chercher des authorités bien loin.

Une autre fois, elle étoit en peine sur une attribution du mot « officialité » ; les bureaux furent partagés si opiniâtrement, qu’il fallut que le partage fut levé par Pierre le Petit, portier de l’Académie. Voilà chercher des authorités bien bas.

Il fallut trois séances pour découvrir que « l’oreille est l’organe de l’ouïe ». Cette définition coûte deux cents francs au roy. Richelet et Monet l’avoient donnée auparavant dans les mêmes termes et à meilleur marché.
He visto a la Academia obsesionada con la expresión «hacer sombra». Para solventar esta dificultad, encargamos buscar una gaceta que contuviera una arenga de los diputados de Alger con el fin de ver cómo habían empleado esta expresión; henos ahí, buscando a las autoridades bien lejos.

En otra ocasión, estaba ocupada con una atribución de la palabra «oficialidad»; los comités fueron repartidos de manera tan obstinada que fue necesario que el reparto fuera realizado por Pierre le Petit, el portero de la Academia; henos ahí, buscando a las autoridades bien abajo.

Hubo que realizar tres sesiones para descubrir que «la oreja es el órgano del oído». Esta definición le costó al Rey doscientos francos. Richelet y Monet la habían ofrecido bajo los mismos términos y a menor coste.

Los grandes hombres de esta época permanecieron más o menos al margen de estas discusiones: el príncipe de Condé decía que los sabios y las eminencias no asistían nunca a las sesiones y Corneille observó que los asistentes no eran más que, según su expresión, siete u ocho «jetonniers», es decir, perceptores de fichas que representan dietas de asistencia. Furetière admitía por su parte que los literatos ilustres no habían participado en absoluto en el diccionario redactado por diez o doce miembros sin nombre ni autoridad, de ahí los errores de la primera edición tan a menudo recompuestos desde entonces y cuya rectificación supuso tantos esfuerzos. Patru, el mismo que disuadió a La Fontaine de escribir sus Fábulas y a Boileau de componer su Arte poético, cansado de estas discusiones vanas, fue expulsado de la Academia.
El uso de la lengua era tan incierto entre los primeros lingüistas que los académicos fueron atormentados por la cuestión de si había que decir «paladin» o «palardin» (en español, paladín). Voiture la zanjó con estos versos que divirtieron a la corte, a la villa y a la misma Academia:
Au siècle des vieux palardins
Soit courtisans, soit citardins,
Femmes de cour ou citardines,
Prononçoient toujours muscardins,
Et balardins et balardines :
Même l’on dit qu’en ce temps-là
Chacun disoit de la muscarde.
J’en dirais bien plus que cela  ;
Mais, par foi, je suis malarde,
Et même, en ce moment, voilà
Que l’on m’apporte une panarde.
Otros llevaron el principio normativo aún más lejos. De esta manera, Gomberville y otros habían propuesto suprimir de autoridad palabras tales como «car, pourquoi, d’autant, cependant, oncques, or, toutefois, or donc, partant, le dit, la dite, lequel, laquelle, un quidant, un tel, une telle». Varias de estas palabras son actualmente de uso cotidiano como lo son en español pues, por qué, a pesar de, aunque, dicho, el cual, etc.
Serizay juzgó de esta manera acerca de cambiar el género gramatical de un montón de palabras:
Ce beau mignon fait la figue
À quiconque dit une intrigue,
Et veut, contre toute raison,
Que l’on dise de la poison  ;
Une navire, une anagramme,
Une reproche, une duché,
Une mensonge, une évêché,
Une éventail, une squelette,
La doute, une hymne, etc…
Otros preconizaron una reforma radical de la ortografía:
Enfin, je ne sais quels autheurs
Auroient prescrit aux correcteurs
Une impertinente orthographe,
Leur faisant mettre paragraffe,
Filosofie, ôtre, le tans,
L’iver, l’ôtonne, le printans,
Plare, réale, la Réome,
Saint Ogustin et saint Gérome…

Así, los Cuarenta no fueron muy bien considerados a lo largo de su trabajo. Se les criticó igualmente por prohibir las palabras antiguas, el lenguaje de sus antepasados, y de no querer más que una gramática y un vocabulario nuevos a partir de los cuales se dejaría de poder entender a los autores.

## La primera publicación
Al final, en 1694, la obra fue publicada in folio, precedida por una dedicatoria al rey. El libro contiene una especie de acta de la lengua de entonces, reducida a las palabras más empleadas en la literatura ligera o de imaginación, y redactada con un estilo puro y severo.
Intimidados por la hostilidad y hartos de las apasionadas críticas, los académicos juzgaron oportuno, con motivos prudentes y a menudo demasiado modestos, suprimir las etimologías, las palabras empleadas por autores antiguos, la historia de los orígenes, los términos relativos a las artes y a las ciencias, las expresiones demasiado novedosas, todas las nociones que podrían estar ligadas a una doctrina, las formas variadas de las palabras y la guía fonética. Asimismo faltaban los ejemplos salidos de los escritores más célebres. Esta reserva se debe a que muchos de ellos formaban parte de la Academia, y ésta fue lo suficientemente escrupulosa en este aspecto como para no proponerse a sí misma como modelo.
Poco cómodo pues las palabras estaban clasificadas por sus raíces, este vocabulario no reemplazó ni a Richelet ni a Furetière, objetivo que la Academia parece haber desdeñado a cambio de la investigación absoluta del purismo y de la sobriedad más austera. Esta inclinación llegó hasta tal punto que, a lo largo de la historia de la Academia, el abad de Olivet se empeñó en demostrar lo nefasto que era que un diccionario ofreciera una lectura atractiva, ya que el lector, en lugar de limitarse al objeto de su investigación, se arriesgaría a perder el tiempo al ceder al atractivo del mismo.
Con el fin de compensar las numerosas lagunas, la Academia añadió a sus lacónicas definiciones los sinónimos de cada palabra a pesar de tratarse de una fuente de errores de precisión en el uso de la lengua. Además, registró los proverbios y los dichos populares que, por lo general, constituían notorias anomalías respecto de la pureza, la elegancia y la nobleza de la lengua elevada, única admitida por la Academia.

## La recepción
El lexicógrafo Basnage caracterizó así el valor conservado por la obra de los académicos: «¿Cuál es el objetivo del "Diccionario de la Academia"? ¿Cuál es su carácter esencial? Es el de fijar los bellos espíritus que sirven para crear una obra de teatro, una oda, una traducción, una historia, un tratado de moral u otros libros hermosos; es, afirmo, el de fijar, pues ellos no saben bien si una palabra tiene un uso estético, si es suficientemente noble en una circunstancia dada o si una determinada expresión no tiene nada de defectuoso».
El antiguo Diccionario de la Academia es una selección de palabras, un glosario falto de crítica y enlazado con el pasado, del habla literaria de una época en la que el francés era tratado como una lengua definitivamente fija, esto es, como una lengua muerta.

## Actualización del léxico
La novena edición del Diccionario, cuya redacción comenzó el siglo pasado, bajo la dirección de Maurice Druon y posteriormente de Hélène Cerrère d'Encausse con una publicación, treinta años más tarde, del primer tomo en 1992, está, a fecha de octubre de 2007[actualizar], por la palabra «Préside» (presidio colonial). No se sabe por tanto si serán admitidas las palabras «remue-méninges» (tormenta de ideas) y «sérendipité» (serendipia).
Esta redacción no se actualiza. Si la palabra «créativité» (creatividad) no hubiera sido admitida — a continuación de la intervención de Louis Armand — en la novena edición, seguramente se tendría que haber esperado a la décima, cuya fecha de publicación es imposible de prever hoy día, para poder admitirla.

## La novena edición
La preparación para la novena edición del diccionario es realizada por el Servicio del Diccionario, que somete sus trabajos a la Comisión del Diccionario, compuesta por catorce miembros y encargada de revisar la edición precedente y de llevar a cabo la elaboración definitiva.
El primer tomo de la novena edición del Diccionario de la Academia Francesa (de A a Enzyme) está disponible en todas las bibliotecas, así como en la Imprenta Nacional. Una edición de formato compacto fue publicada por Ediciones Julliard en 1994. El prefacio fue elaborado por Maurice Druon, secretario perpetuo de la época, y contiene 14.024 palabras, de las cuales 5.500 son nuevas.
La difusión de los dos tomos está asegurada por Ediciones Fayard
El segundo tomo de la novena edición (de Éocène a Mappemonde) está coeditado por la Imprenta Nacional y por Ediciones Fayard, y su prólogo es obra de Maurice Druon. Contiene 11.500 palabras, de las cuales 4.000 son nuevas.
La obra se publica en fascículos en la edición de los documentos administrativos del Diario Oficial de la República Francesa, conforme se avanza el trabajo. Por ahora[actualizar], se han publicado 26 fascículos.
La difusión del Diccionario, que antes de la era Internet era confidencial y hacía del mismo una obra mítica e imposible de encontrar, actualmente se realiza en línea.

### Tomos publicados
- Neuvième édition, Tome 1 (A - Enz), Imprimerie nationale/Fayard, 1992, ISBN 221362142X
- Neuvième édition, Tome 2 (Éoc - Map), Imprimerie nationale/Fayard, 2005, ISBN 2213621438